# ایگور پلوتنیتسکی
ایگور پلوتنیتسکی (روسی: И́горь Венеди́ктович Плотни́цкий؛ زادهٔ ۲۵ ژوئن ۱۹۶۴) سیاست‌مدار اهل جمهوری خلق لوهانسک است.